# Château-Roussillon
Château-Roussillon  (en catalan : Castell Rosselló) est une ancienne commune aujourd'hui rattachée à Perpignan dans les Pyrénées-Orientales. Elle est le site de la ville antique de Ruscino, qui donna son nom au Roussillon.

## Géographie

### Localisation
Château-Roussillon est située sur une butte dominant la Têt à l'est de Perpignan.

### Géologie et relief
L'altitude varie entre 35 et 40 mètres.

## Toponymie
Pour un article plus général, voir Toponymie des Pyrénées-Orientales.
Formes anciennes
Durant l'antiquité avant notre ère, le nom du lieu est connu sous différentes formes : Roschinus, Ruscino, Ruscinos, Ruskinon et Ruscionem. Au Ier siècle de notre ère, on rencontre ensuite Ruscino, Ruscino latinorum et Colonia Ruscino, suivi au IIe siècle par le nom de Ruscinon polis et au IIIe siècle par celui de Ruscione.
Au début du Moyen Âge, du Ve au VIIIe siècle, on rencontre les noms de Rusino, Rosinola, Ruscilone et Rosilona. Viennent ensuite Rosciliona en 816, Ruscilio en 883, Castrum Rossilio en 914 et Castell Rossilion en 1172. On a enfin Casteyl Rosseylo au XIIIe siècle, Caste Rosselo au XIVe siècle, devenu depuis Castell Rosselló en catalan moderne et francisé en Château-Roussillon, notamment lorsque le territoire est brièvement érigé en commune en 1790 avant d'être intégré à Perpignan.
Étymologie
Le sens du terme Ruscino est obscur et plusieurs hypothèses s'affrontent concernant son origine. La plus probable en fait un nom d'origine ligure, peuple présent dans la région depuis à peu près le Xe siècle av. J.-C. et dont sont peut-être issus les Sordes qui occuperont durablement la plaine du Roussillon avant l'arrivée des Romains au IIe siècle av. J.-C., tout en ayant subi entretemps de nombreuses influences ibères et celtes. Le nom pourrait être composé du radical ligure Ru ou Rot, à la signification inconnue, suivi des suffixes ligures -sk et in, au sens également inconnu. Le tout se terminerait par le suffixe individualisant indo-européen -on.
D'autres hypothèses, moins probables ou invalidées depuis, ont cherché ailleurs l'origine du nom : On l'a supposé punique, du fait de la présence d'un autre Ruskino près de Carthage et par rapprochement avec le Barkino à l'origine du nom de Barcelone, mais rien ne prouve la présence des carthaginois dans la région de Ruscino ni dans le golfe du Lion en général à l'époque. Une théorie celtique y voyait le radical Rus ou Ros désignant une butte, mais sans pouvoir expliquer la suite du nom, sans compter la rareté des toponymes celtes en général dans la région. Enfin, le nom aurait pu avoir une origine ibéro-basque, résultant d'un terme tronqué qui aurait été soit erroitz-kino ou ur-ruts-kino, où kino marque une direction et les deux termes respectivement soit un précipice soit des noisetiers. Hormis l'absence de noisetiers dans les environs, cette origine est invalidée du fait de la construction inhabituelle de ce nom dans cette langue.

## Historique

### Des origines aux Romains
Les fouilles ont attesté une occupation du site au néolithique. Les traces d'une habitation ainsi que des ossements d'un nourrisson de l'Âge du fer ont récemment été découverts au pied du futur musée. Le mobilier associé à cette unité domestique permet de la dater entre la fin du VIIe et le début du VIe siècle avant notre ère. Une reconstitution de cette habitation a été réalisée.
Du VIe au IIe siècle av. J.-C., Ruscino est la capitale probable du peuple des Sordes. On la trouve mentionnée dans les ouvrages de Polybe et de Strabon.

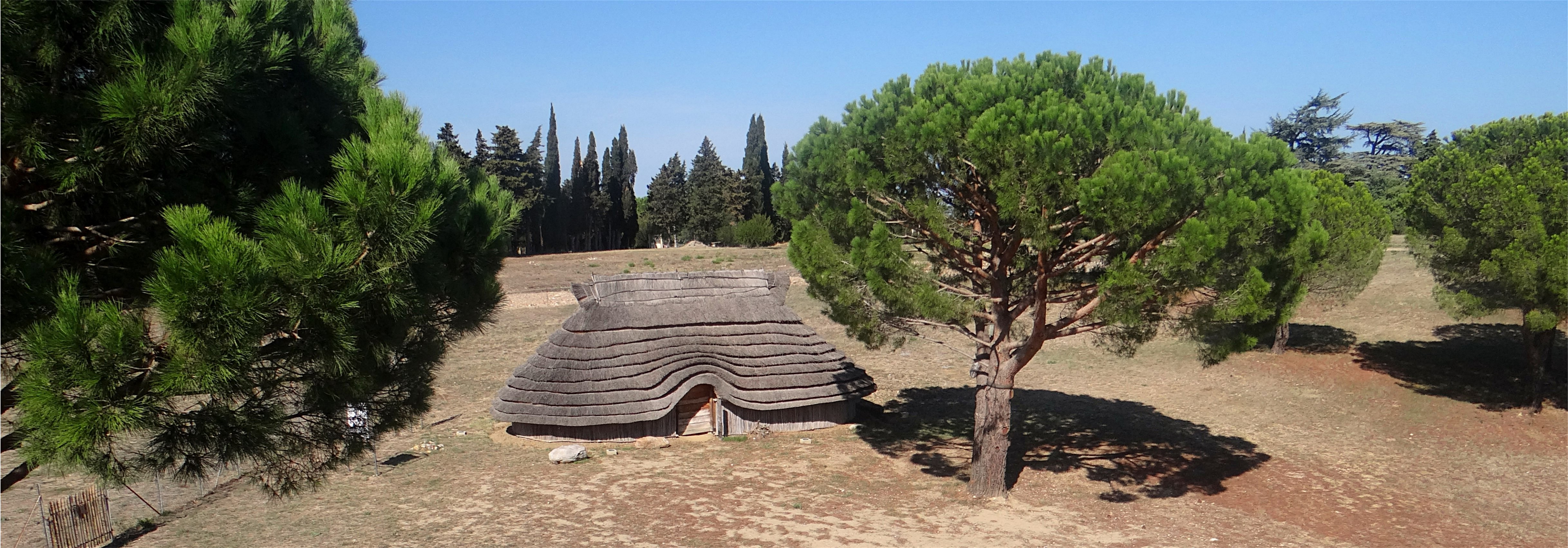
Hypothèse de restitution d'un habitat du premier âge de fer vue du belvédère du musée archéologique

Évocation de l’habitation du 1er âge de fer
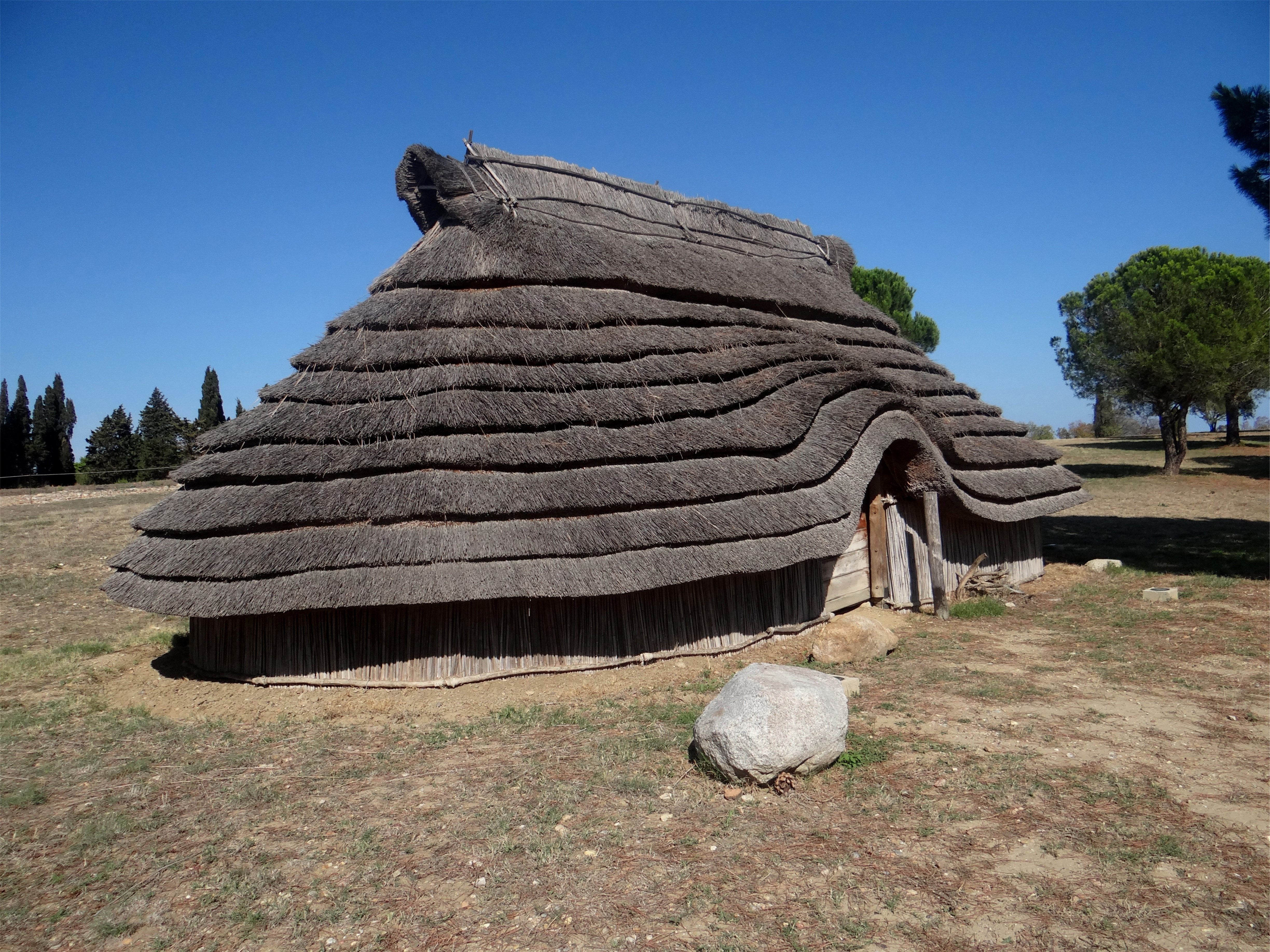
Restitution d'un habitat
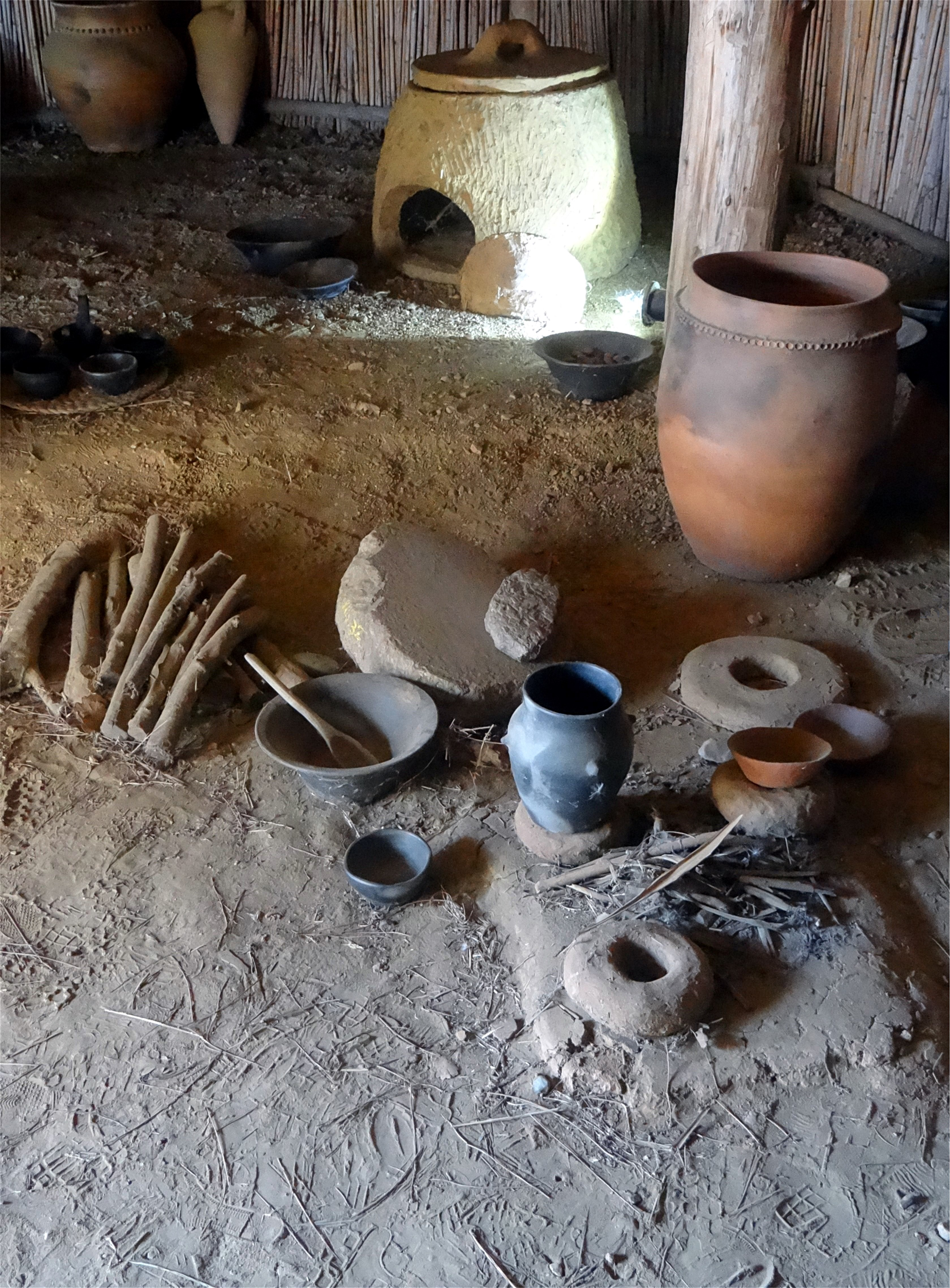
Objets du quotidien.
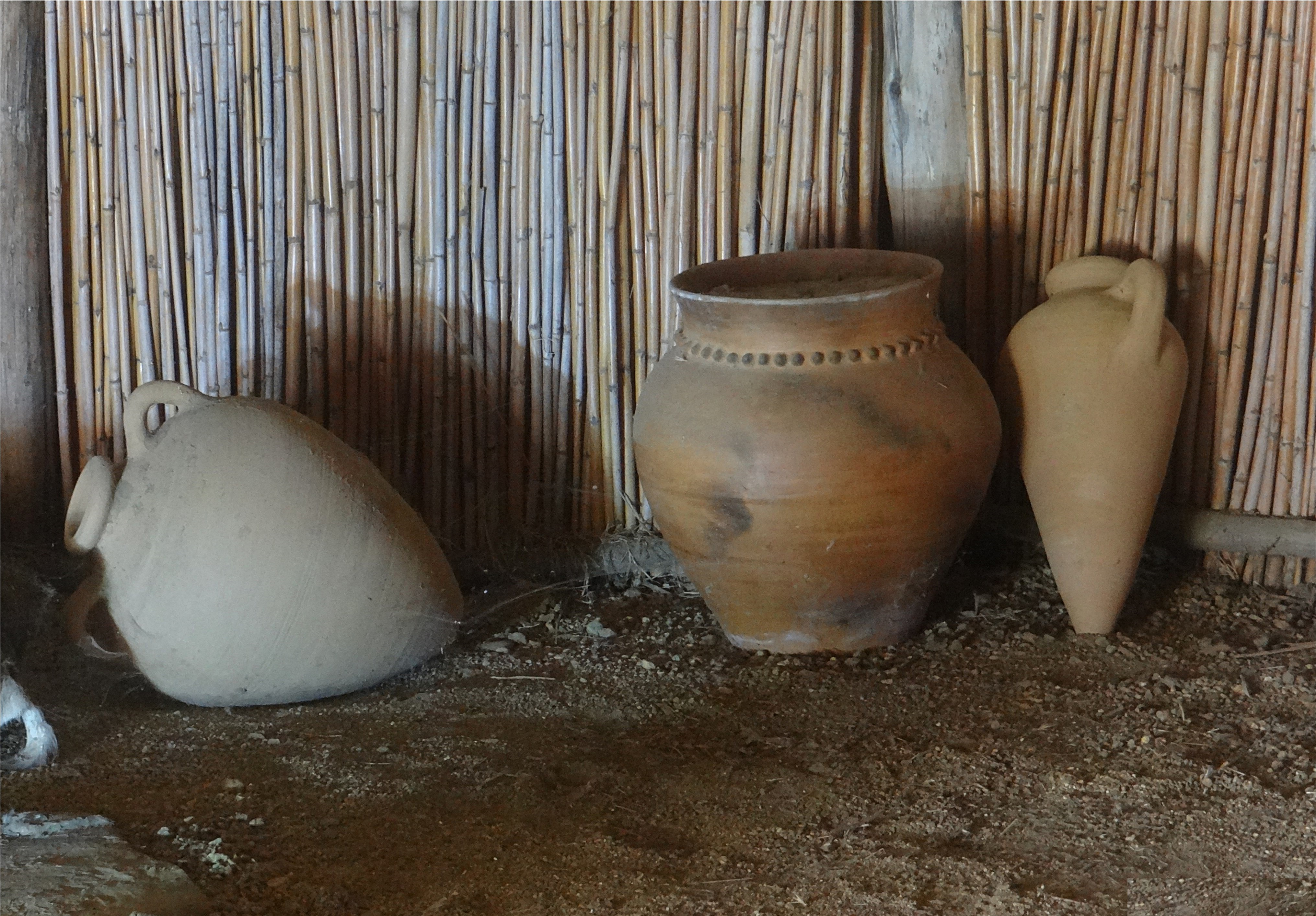
Poterie et amphores
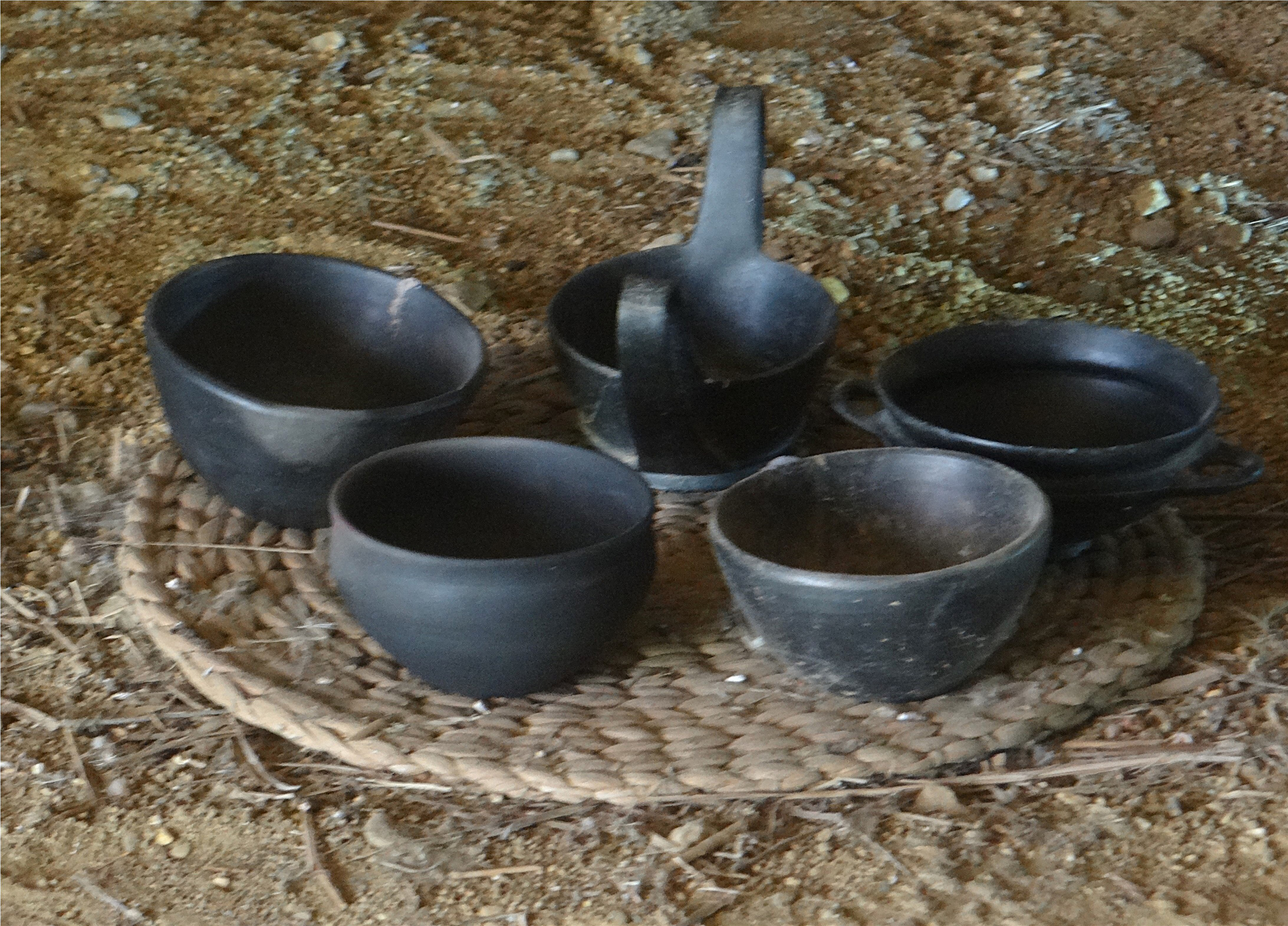
Objets en métal.
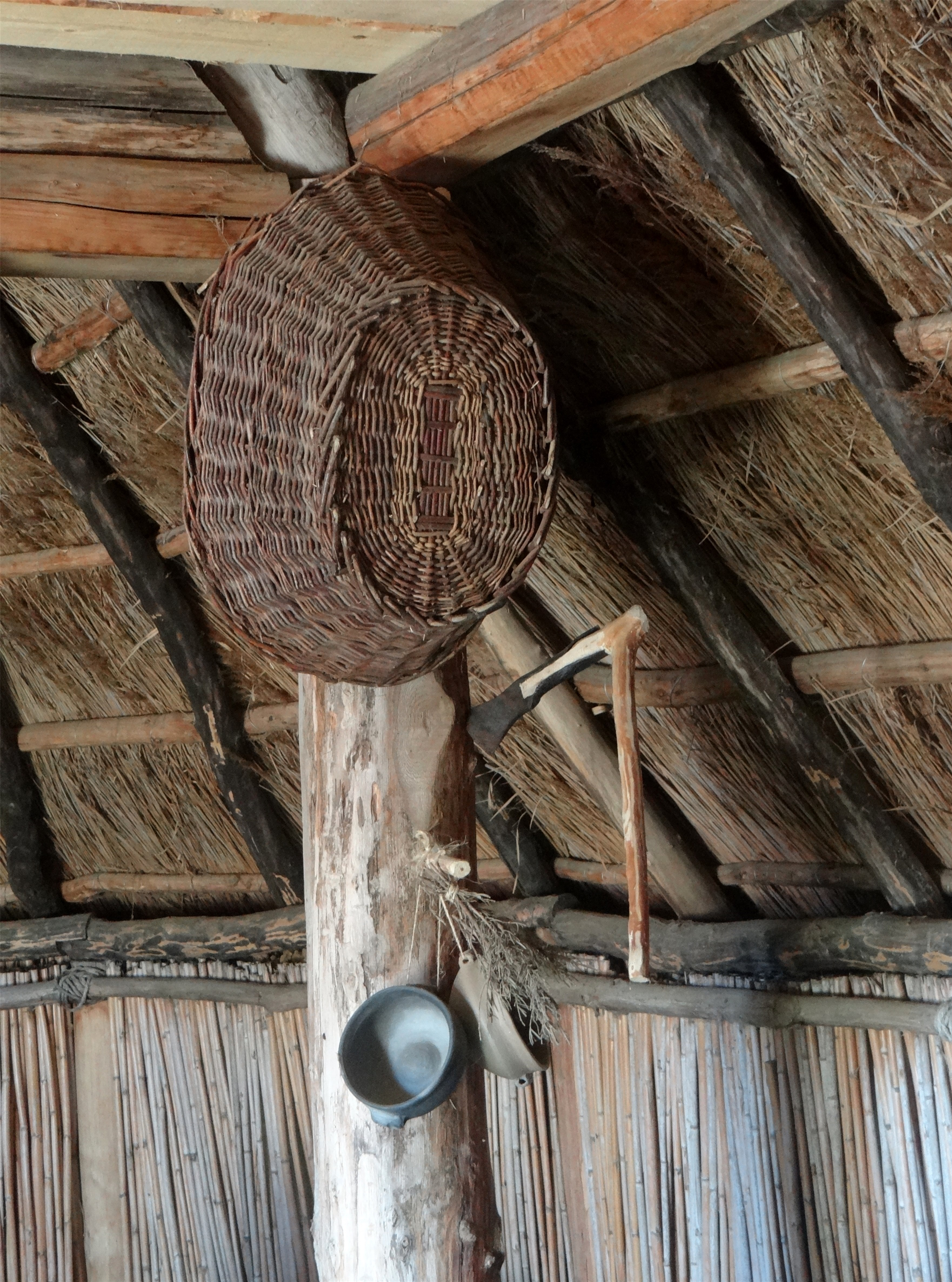
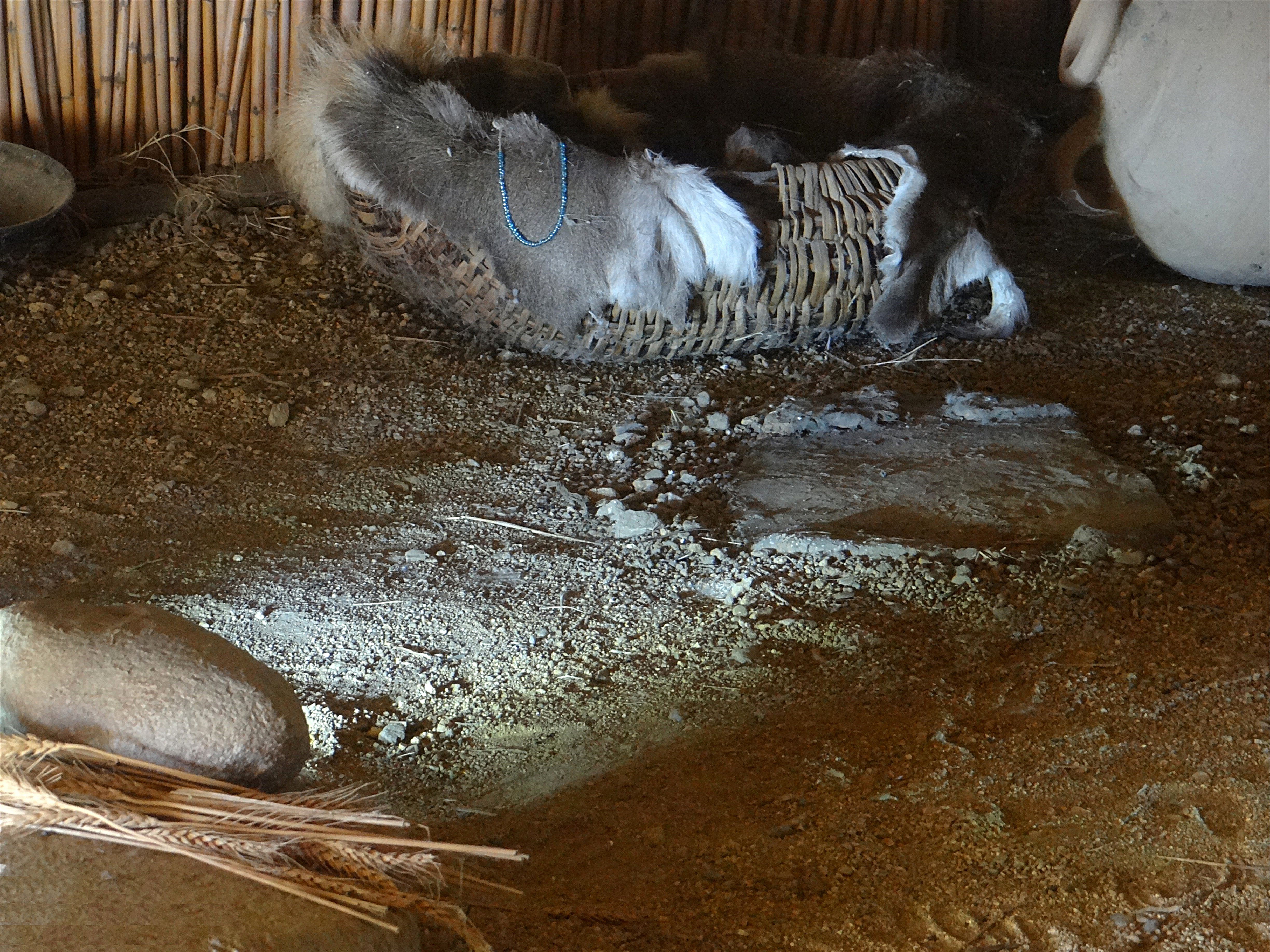
Emplacement de l'inhumation d'un très jeune enfant.

### De l'Antiquité au Moyen Âge
Il a été admis que l'oppidum avait été romanisé lors de l'instauration de la Gaule narbonnaise et de la réfection de la Via Domitia au IIe siècle av. J.-C. Cependant, d'après les fouilles actuellement en cours, la ville romaine ne serait née qu'au milieu du Ier siècle av. J.-C..
Elle reçoit ensuite le statut de "cité latine" lui conférant de nombreux avantages. Elle profitera du commerce local ainsi que de celui engendré par la Via Domitia. Son apogée est marquée à la fin du Ier siècle av. J.-C., où elle se dote d'un forum monumental sous Auguste. La ville périclite ensuite à la fin du siècle suivant au profit d'Elne (Oppidum Illiberis) et de Narbonne.
Il se pourrait que le déclin du site ait été précipité par un fort séisme au début du IIe siècle.
Le site est ensuite occupé par les Wisigoths puis brièvement par les Arabes, comme l'atteste la découverte de plusieurs sceaux coufiques datés du VIIIe siècle,.

### Au Moyen Âge
Les comtes de Roussillon ont résidé à Château-Roussillon entre le VIIIe et le Xe siècle. Ils se sont ensuite établis à Perpignan, ce qui entraîna le développement de cette ville au détriment de Château-Roussillon qui perdit alors son importance. Une seigneurie en portant le nom s'y établit alors et y fait construire un château dont il subsiste encore aujourd'hui une tour ronde haute d'une vingtaine de mètres, une chapelle dédiée à sainte Marie et saint Pierre et quelques pans de muraille.

### Époque moderne
Château-Roussillon devient commune en 1790, puis est rapidement rattachée à la commune de Perpignan.
Des fouilles sont entreprises à partir du XIXe siècle sur l'emplacement de l'ancienne ville romaine. Le forum et une partie du quartier résidentiel furent peu à peu dégagés. Des sondages ont également été réalisés pour localiser les autres monuments de la cité.

## Politique et administration
Lors de la création de la commune de Château-Roussillon, celle-ci est d'abord intégrée au canton d'Elne. Après son rattachement à Perpignan, la commune entre dans le canton de Perpignan-Est. Elle est aujourd'hui dans le canton de Perpignan-7.

## Population et société

### Démographie
La population est exprimée en nombre de feux (f).
| 1709 | 1730 | 1774 | 1789 |
| ---- | ---- | ---- | ---- |
| 18 f | 16 f | 16 f | 20 f |

## Culture locale et patrimoine

### Lieux et monuments
La ville antique
Le seul monument de la ville antique à avoir été presque entièrement dégagé est le complexe monumental du forum. Orienté nord-sud, il comprenait le forum proprement dit, bordé de boutiques (tabernae en latin), une basilique à trois nefs et une curie (endroit qui servait aux magistrats et aux sénateurs à débattre des lois et à rendre la justice), adossée au mur septentrional. Il n'en reste que les fondations, les fouilles ayant livré de nombreux éléments permettant d'en reconstituer l'élévation et la décoration. Dans les prochaines années, il est prévu de dévier le chemin vicinal passant à l'est pour tenter de retrouver l'entrée monumentale de ce complexe qui n'a pas été découverte pour l'instant.
Sur la partie est de l'oppidum subsistent les ruines d'un théâtre. Il n'en reste que l'empreinte dans le talus de la colline, celui-ci n'ayant vraisemblablement jamais été maçonné. Il aurait pu être en argile ou en bois.
Entre le théâtre et le forum, un quartier d'habitation a été partiellement dégagé ; les bâtiments étaient construits en galets recouverts d'enduits. Les ruines ont livré un morceau de mosaïque et des éléments d'enduit décoratif.
Des sondages ont de plus permis de localiser des thermes, dont l'excavation n'a pu avoir lieu en raison d'un manque de fonds.
Aucun lieu de culte n'a pour l'instant été localisé sur le site.

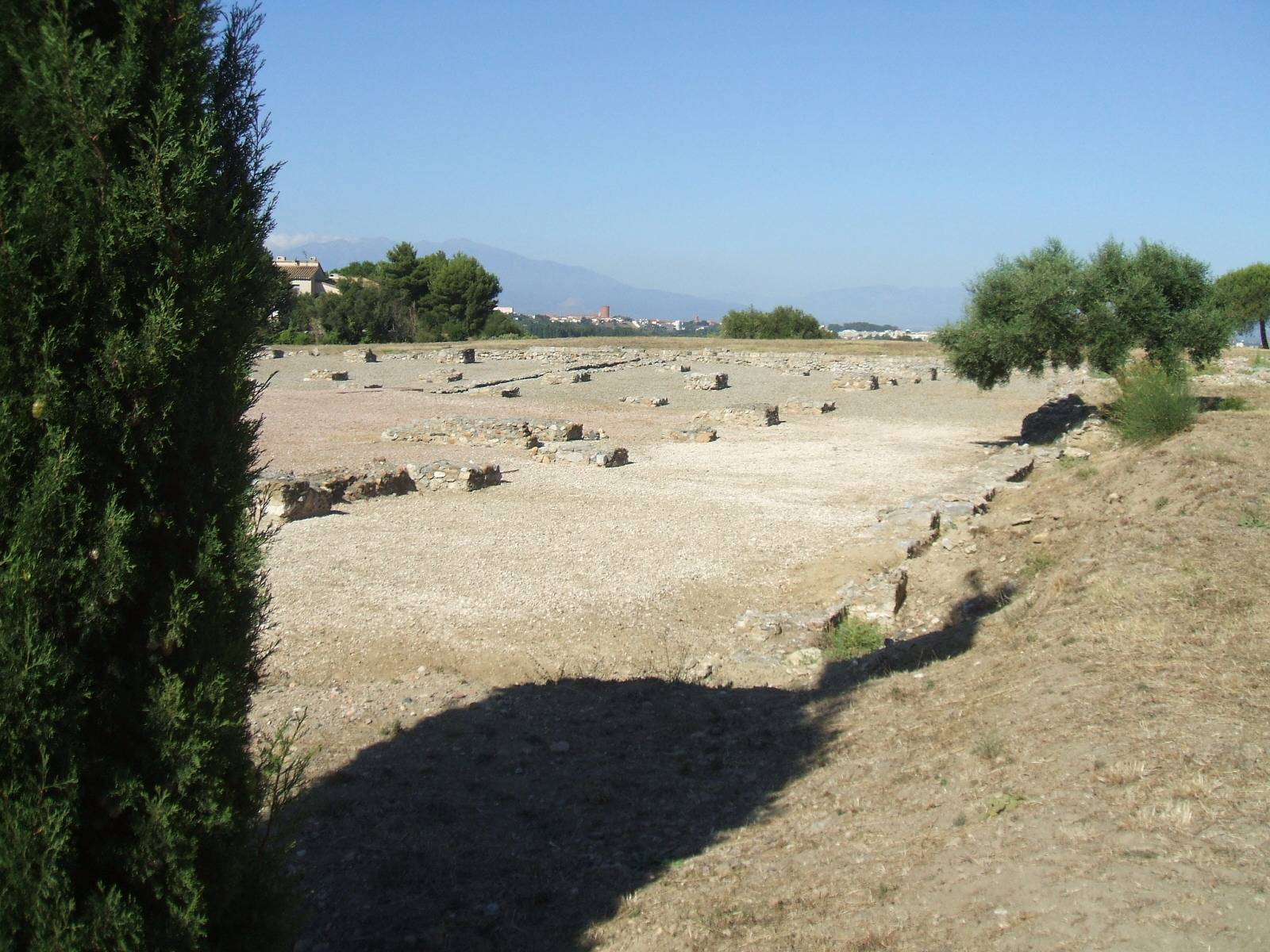
Forum : vue nord-est
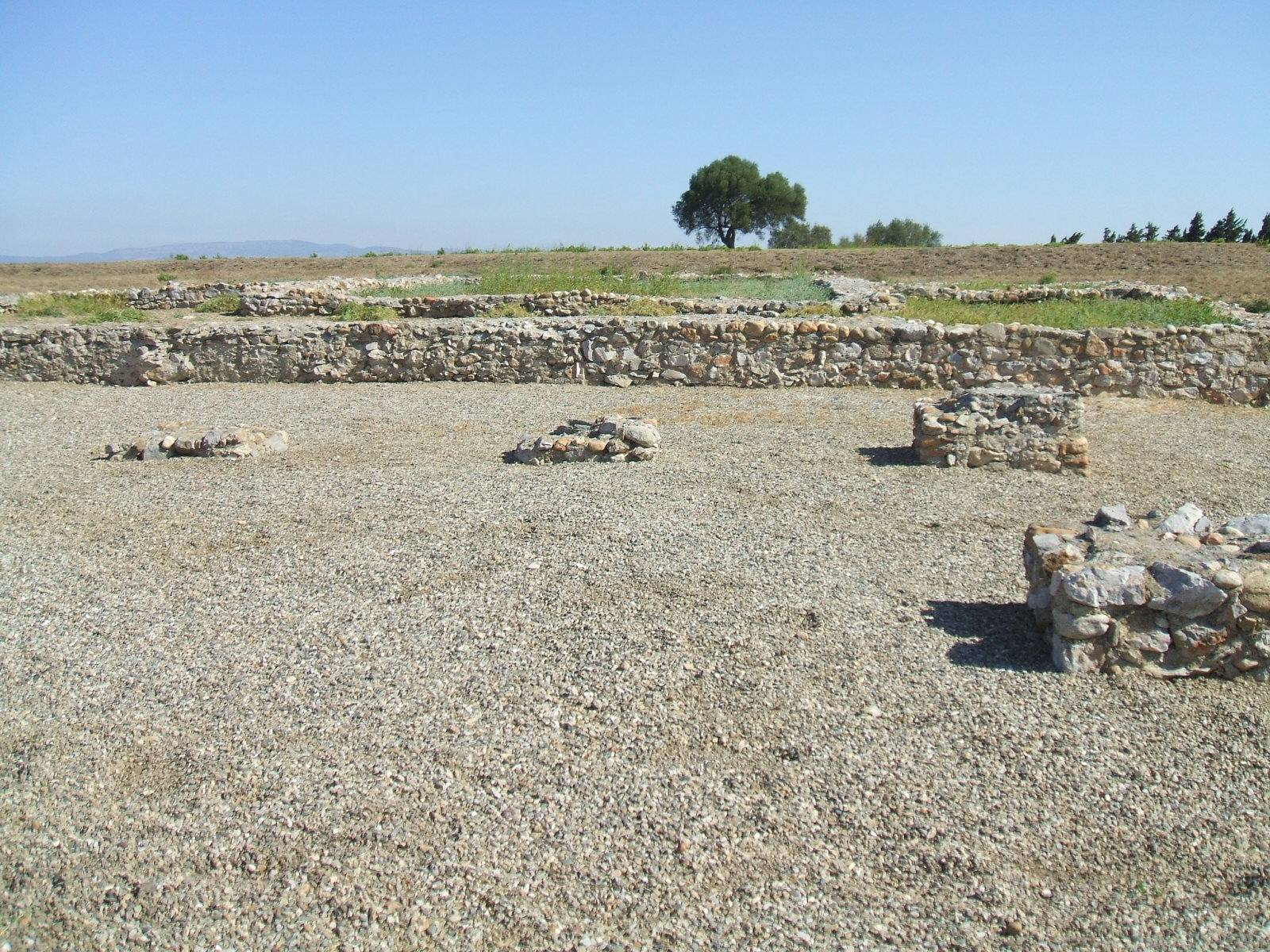
Forum : la curie
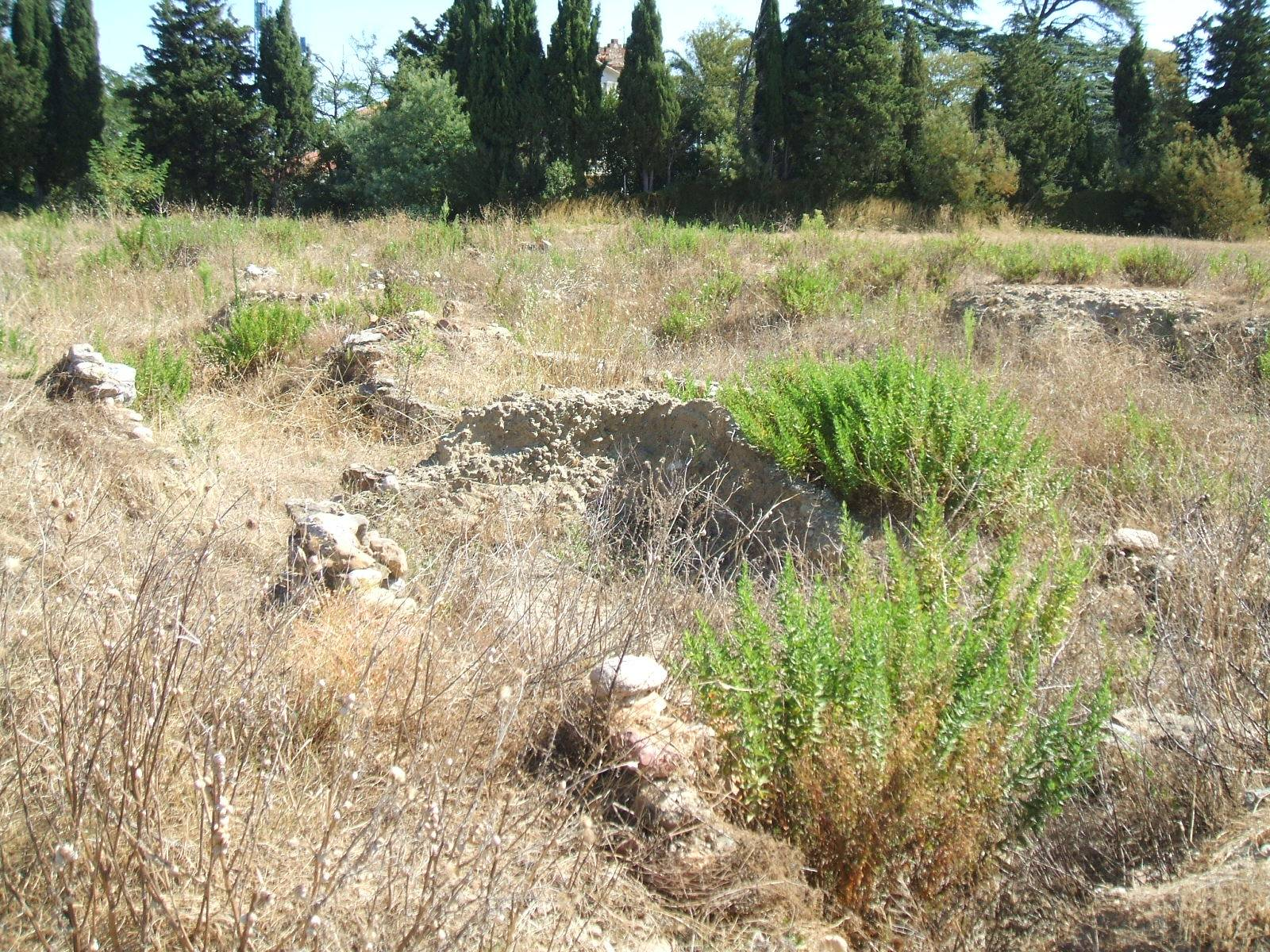
Quartier d'habitation
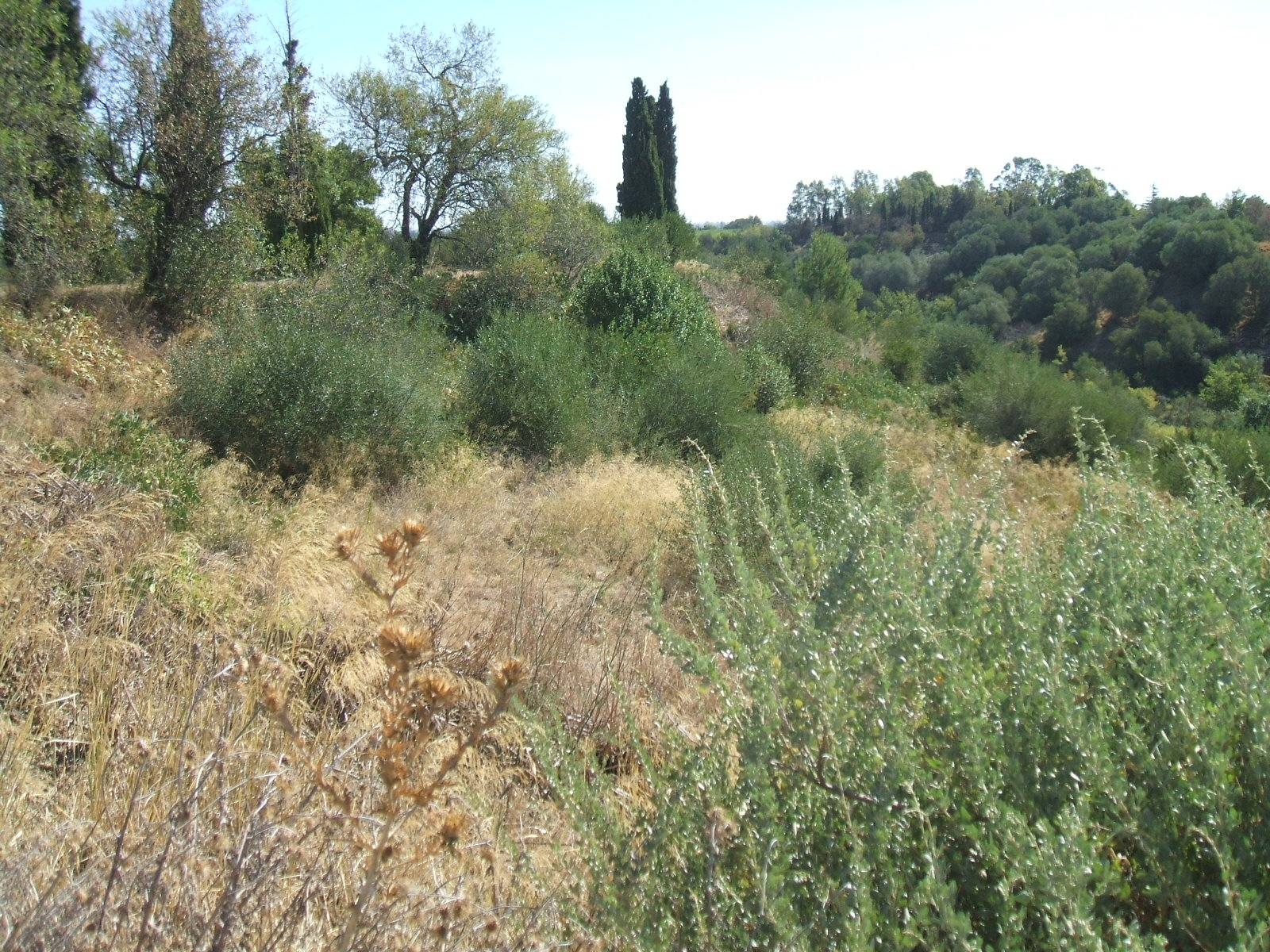
Emplacement du théâtre

Le château médiéval
Les vestiges actuels sont plus ou moins facilement datables.
La tour ronde, qui domine le site, est datable du XIIIe siècle ou du XIVe siècle. D'une vingtaine de mètres de hauteur, elle domine les environs. Une restauration a été récemment menée pour la remettre en valeur.
En face de la tour s'élève l'église Sainte-Marie et Saint-Pierre, au plan original puisqu'elle comprend deux vaisseaux accolés. La nef septentrionale est assez étroite et est terminée à l'est par une petite abside désaxée. Le vaisseau méridional, à la forme évasée d'est en ouest, est plus large et fermé à l'ouest par une abside plus importante. Un portail en plein cintre s'ouvre au sud, et un clocher-mur s'élève sur le mur occidental. La datation de l'édifice reste difficile : on attribue au XIe siècle la partie nord et les murs sud et ouest, et au siècle suivant le reste de l'édifice.

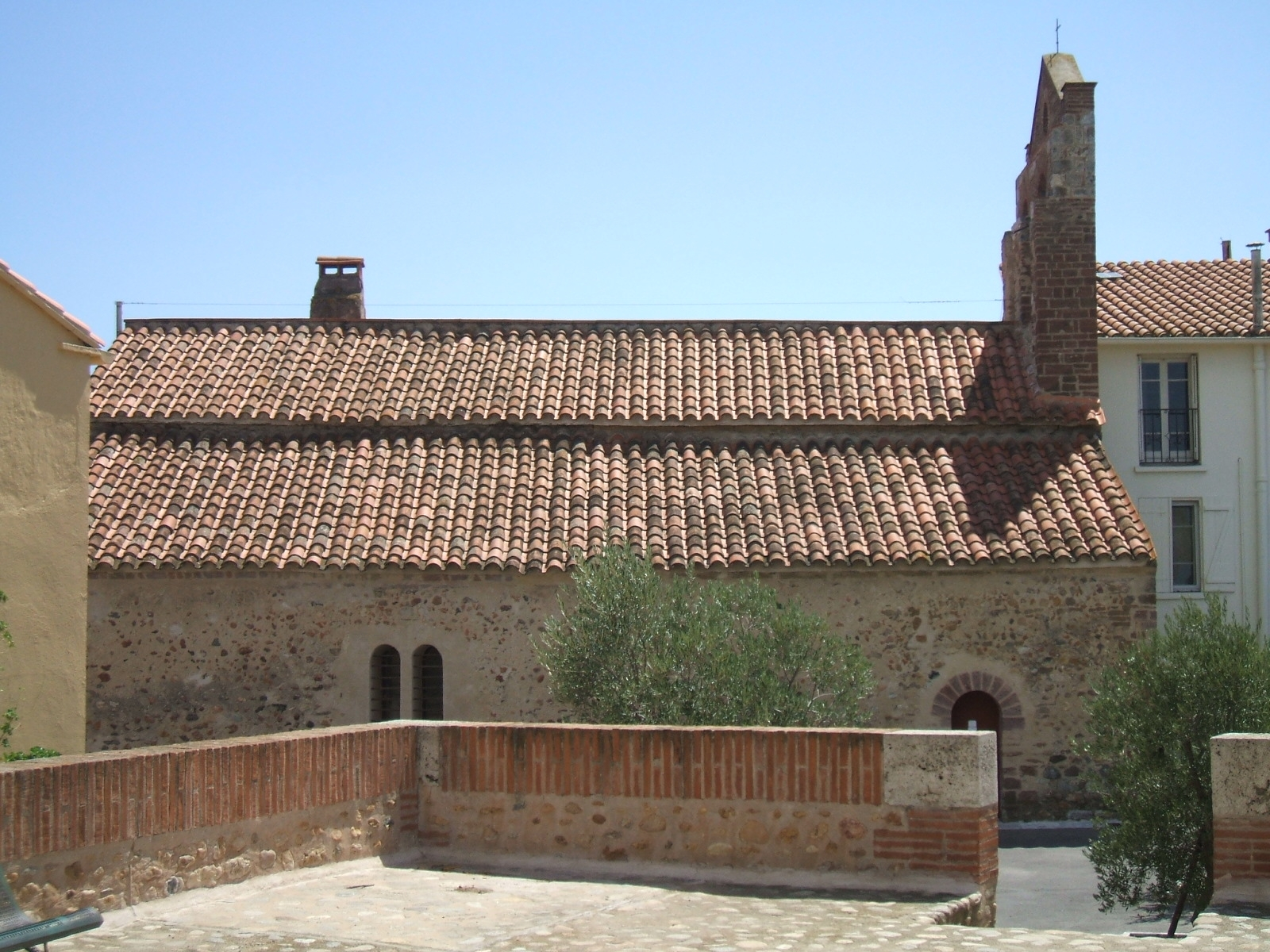
La chapelle : mur nord
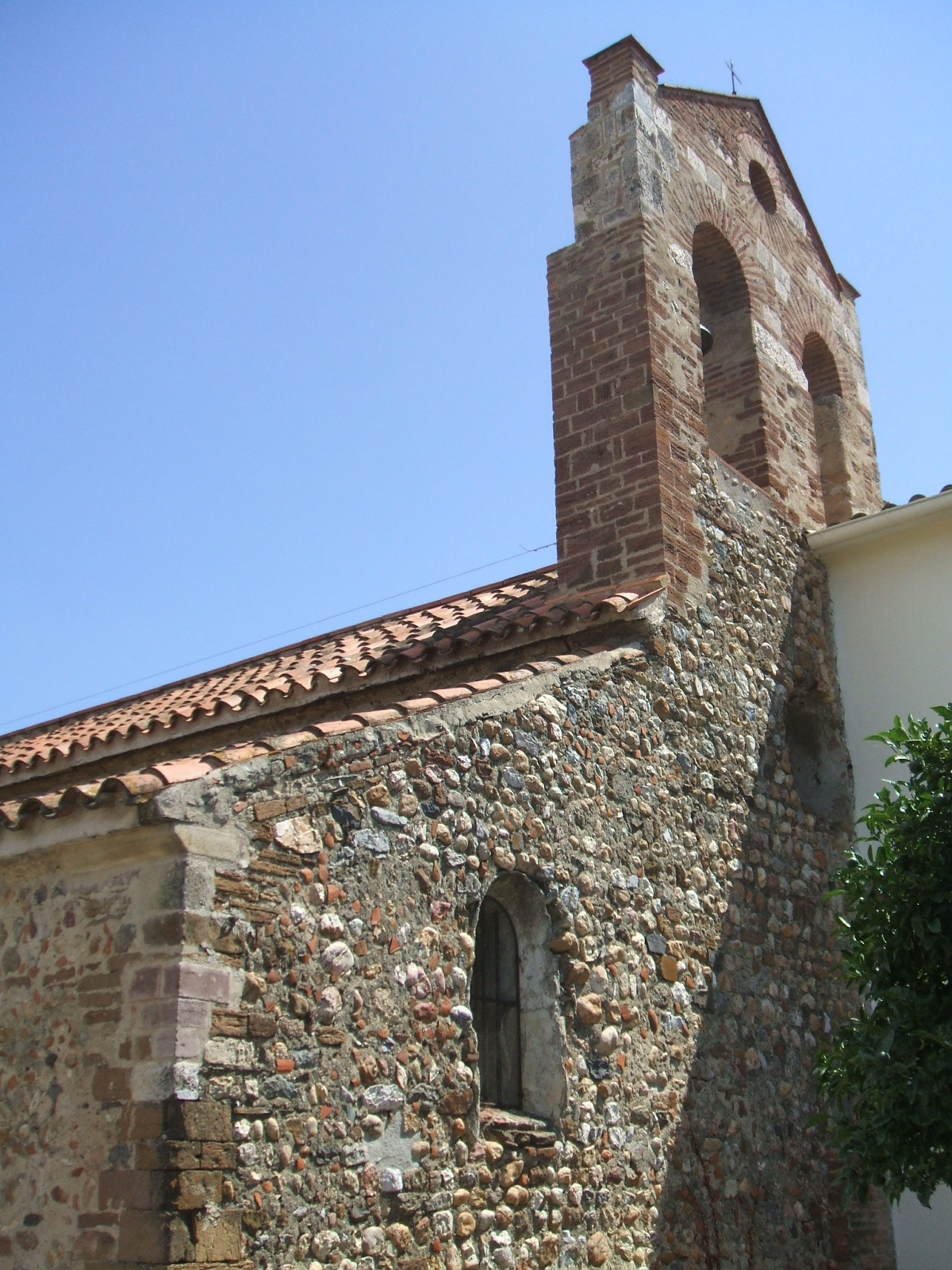
La chapelle : clocher-mur et façade ouest
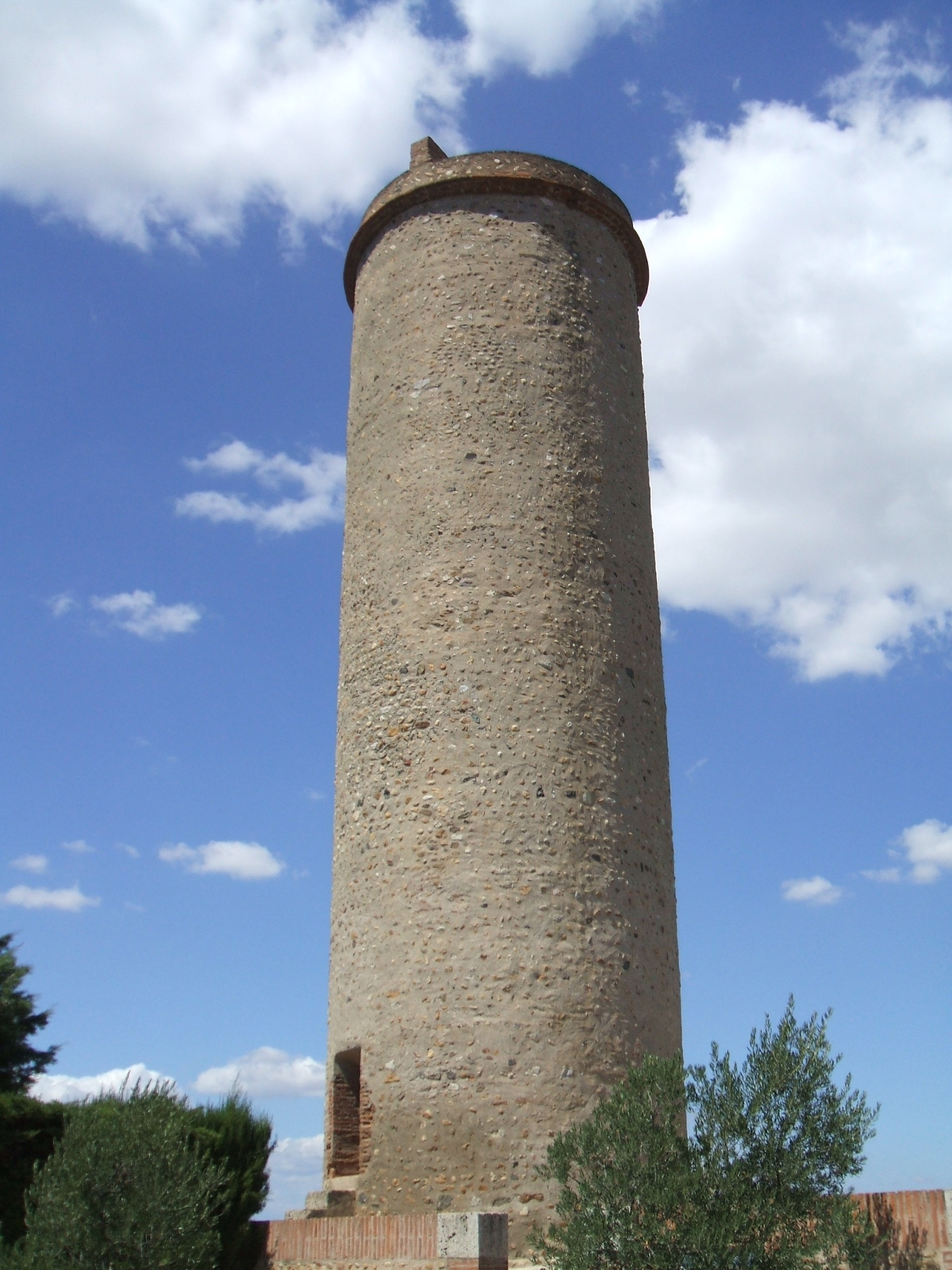
La tour
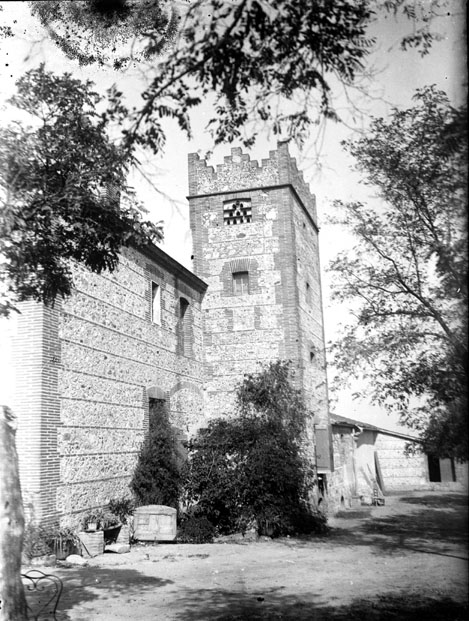
Tour de la maison Bigorre (1909)

### Personnalités liées à la commune
- Robert Rius (1914-1944) : écrivain et poète né à Château-Roussillon.

### Culture populaire
La légende de Guillem de Cabestany
Une légende est attachée à Château-Roussillon : celle du troubadour Guillem de Cabestany. Ce dernier, un jeune chevalier, était devenu l’amant de la dame Saurimonda, épouse du cruel Ramon de Château-Roussillon. Ramon découvre l'aventure et fait tuer Guillem avant de servir son cœur cuisiné à sa femme. À la fin du banquet il lui révèle l’identité du plat qu'elle vient de déguster ; Saurimonda se suicide en se jetant du haut de la tour du château. Il est pourtant attesté que Saurimonda d'Avinyó, épouse de Ramon IV de Château-Roussillon, survécut à son mari puisqu'elle se remaria avec Ademar de Mosset. La légende a peut-être survécu à cause de la conservation d'une tour sur le site de Château-Roussillon, vite assimilée à la tour de la légende.